# لغة توكي بونا
تم ابتكار لغة «toki pona»، في عام 2001 م من قبل سونيا لانج – الخبيرة في علم اللسانيات والمترجمة للإنجليزية والفرنسية والإسبرانتو.

## مكوناتها

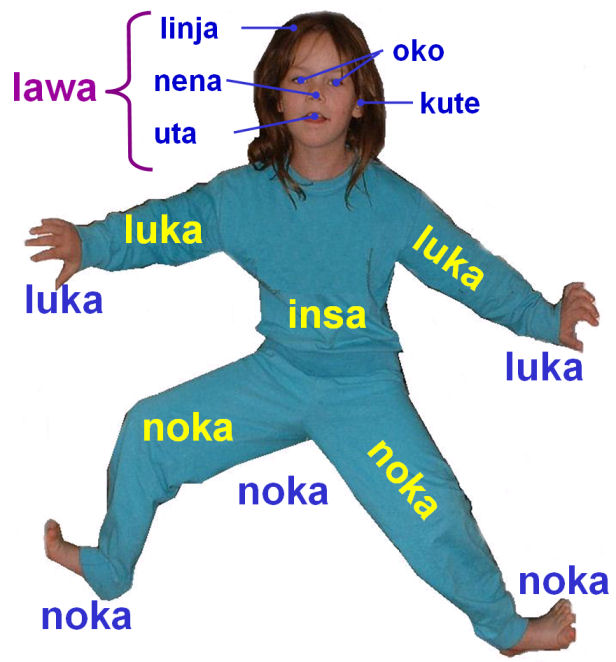
أعضاء الجسم في لغة توكي بونا

تتكون «توكي بونا» من 120 جذرًا – كلمة فقط، وتستخدم 14 حرفًا لاتينيًا. قواعدها بسيطة وتعتمد بشكل أساسي على المركبات، إذ أن كل كلمة توضع بجانب كلمة أخرى تنتج مدلولًا ومعنى ثالثًا، لذا فهي تعتمد بشكل أساسي على التخمين والتخيل. فقد تكون القهوة عند البعض (telo pimeja wawa) وتعني حرفيًا شراب الطاقة الداكن، وعند البعض الآخر (telo ike mute) وتعني حرفيًا السائل كثير السوء، وبالتالي هذا وذاك يدل على القهوة أو المشروبات المساوية لها ويعتمد ذلك على طريقتك أنت في التعبير وفهم الآخرين له.

## أصلها
تستخدم اللغة كلمات من اللغة الصينية والهندية والكرواتية والإسبرانتو والإنجليزية والفنلندية والجورجية، ولكن مع تغيير معاني تلك الكلمات. ودائما ما تشبه اللغة صوت اللغات الجزريَّة في المحيط الهادئ.
و رغم طبيعة اللغة الغريبة بعض الشيء، ترى «سونيا لانج» – مخترعة اللغة – والمتحدثون بها، أنها تكفي للتعبير عما يريدون، عن طريق الحد من التفكير الرمزي إلى أبسط العناصر، ودمج المفاهيم ذات الصلة عن طريق وجود عبارة واحدة تؤدي وظائف متعددة من الكلام.
وعلى النقيض من مئات أو آلاف من ساعات الدراسة المطلوبة لتحقيق الطلاقة في لغاتٍ أخرى، تتوافق الآراء بين متحدثي «توكي بونا» أن الأمر يستغرق حوالي 30 ساعة للإتقان. وهذا ما عجَّل بتكوين مجموعات على الإنترنت تجمع محبي اللغة من اليابان وبلجيكا ونيوزلندا والأرجنتين وباقي أنحاء العالم، مع حلم العودة إلى عصر اللغات القديمة البسيطة.
وبالإضافة إلى جعل «توكي بونا» سهلة وبسيطة للتعلم، صُمم نهج اللغة ليغير طريقة تفكير المتحدثين بها، إذ أن اللغة تتطلب عناية فائقة بالتفاصيل، لأن كل كلمة تُستخدم تفرق في المعنى، مع تجنب العبارات المحددة التي يتم حفظها واستخدامها دومًا في اللغات العادية. وهذا ما يُدخل الفرد في حالة تأمل في المعاني بشكل مختلف، ويجعله يتفكر في طريقة كلامه وليس الحديث بدون الشعور والانتباه كثيرًا لتأثير الكلام.
وفي نوفمبر 2016 إنتشر تحدى الـ48 ساعة لتعلم اللغة عبر مواقع التواصل الاجتماعي.
وأول شيء نقوم به هو الالتحام بالمفردات باستخدام تطبيق ممرستور، وهو لعبة تساعد على فن الاستذكار والمساعدة على الحفظ والتذكر. حفظ الكلمات يعد الخطوة الأولى والأكبر لاستخدام اللغة بعد وقتٍ قليل وجهد ليس بكبير. ولكن قبل تفنيد المصادر التي تمكننا من تعلم اللغة تعد مميزات هذه اللغة دافعًا حقيقيًّا لإنجاز هذه المهمة خلال 48 ساعة:

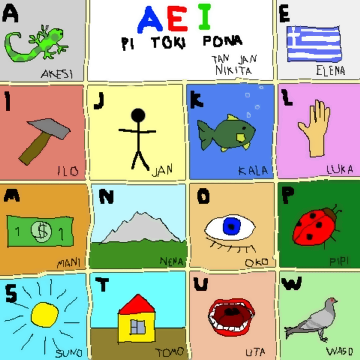
مخطط الحروف الأبجدية

أن يكون واضحًا لأذهاننا أننا بعد عدة ساعات فقط سنكون قادرين على التحدث بلغة جديدة لم نكن نعلم عنها شيئًا، ومن خلال ذلك سيمكننا تكوين علاقات من خارج ثقافتنا العربية؛ وهذا أمر يحفز كثيرًا على إنجاز هذه المهمة وبسرعة كبيرة.
تعلم اللغة يجعلنا ندرك طبيعة اللغات عمومًا ويجعل عملية تعلم لغات أخرى أسهل، هذا بالإضافة أنها تجعلنا من محبي تعلم اللغات ويجعلنا متعددي اللغات.
يستخدم البعض اللغة باعتبارها أداة تواصل سرية، إذ يُتفق على رموز، حتى يكون لكل مفردة رمز وباستخدام هذه الرموز تتكون المفاهيم والمركبات والجمل، كاللغات القديمة واللغات الآسيوية مثل اليابانية والصينية.
ويُعد تعلم اللغة عملية مرحة، إذ أن استخدام المفاهيم البسيطة والمركبات التي تتكون منها المفاهيم، تعتبر كأنها عملية حل معادلات، مع جانب من التخمين والخيال الذي يضيف بعدًا للكلام طبقًا لفهمك وخبراتك واحتكاكك بمن يتحدثون اللغة.
يشكل كتاب «سونيا لانج» لتعلم اللغة، المصدر الأساسي والأصلي في تعرف وتعلم وفهم اللغة، تستطيع الحصول على نسخة منه من أمازون، حيث إنه ما زال ببضع دولارات، ولكن في مقابل ذلك هناك عدة مصادر تعليمية بالإنجليزية وبلغات أخرى كالإسبرانتو مفتوحة المصدر ومجانية.
كذلك ولأن عدد متحدثي اللغة ما زال قليلًا، فهناك مجتمعات تجمع المتحدثين باللغة على أكثر من منصة كما أوضحنا من قبل، من أهم هذه المجموعات؛ المجموعة التي أنشأتها مخترعة اللغة الموجودة بفيس بوك على هذا العنوان.
ما بين «توكي بونا» والهيروغليفية واليابانية
تتشابه اللغات القديمة ومنها الهيروغليفية مع «توكي بونا» في العديد من الأمور، إذ أن معظم اللغات القديمة كانت تعتمد على دمج الرموز لإنتاج المعاني والدلالات، وتستعين بالمعاني البسيطة التي لا تميل إلى التعقيد. كذلك تعتمد اللغات الآسيوية ومنها اليابانية على فلسفة مشابهة في التعبير عن المعاني. في الحقيقة هناك العديد من أوجه التشابهة التي تتكشف كلما درسنا تلك اللغة وقارنَّاها باللغات القديمة والآسيوية. ولهذا؛ إليكم مجموعة من القواعد الأساسية في اللغة:
تعتمد اللغة على المعاني وليس الأسماء، فعلى سبيل المثال كلمة (toki) ليس لها معنى واحد محدد، ولكنها تشير إلى: لغة، حديث ما، شيء مقروء. وهكذا فـ(pon) تعني شيئا جيدًا.
عند ضم كلمتين أو أكثر معًا نحصل على معنى ثالث، فمثلا (toki pona) قد تشير للغة «توكي بونا»، وقد تعني في موضع آخر الكلام الطيب، وهكذا قد تكون بمعنى أيضًا خطبة رائعة ألقاها أحدهم. إذًا لا يوجد في اللغة كلمات تشير إلى معنى واحد محدد، وإنما إلى شعور أو إحساس أو إشارة، وهكذا كانت معظم اللغات القديمة كالهيروغليفية.

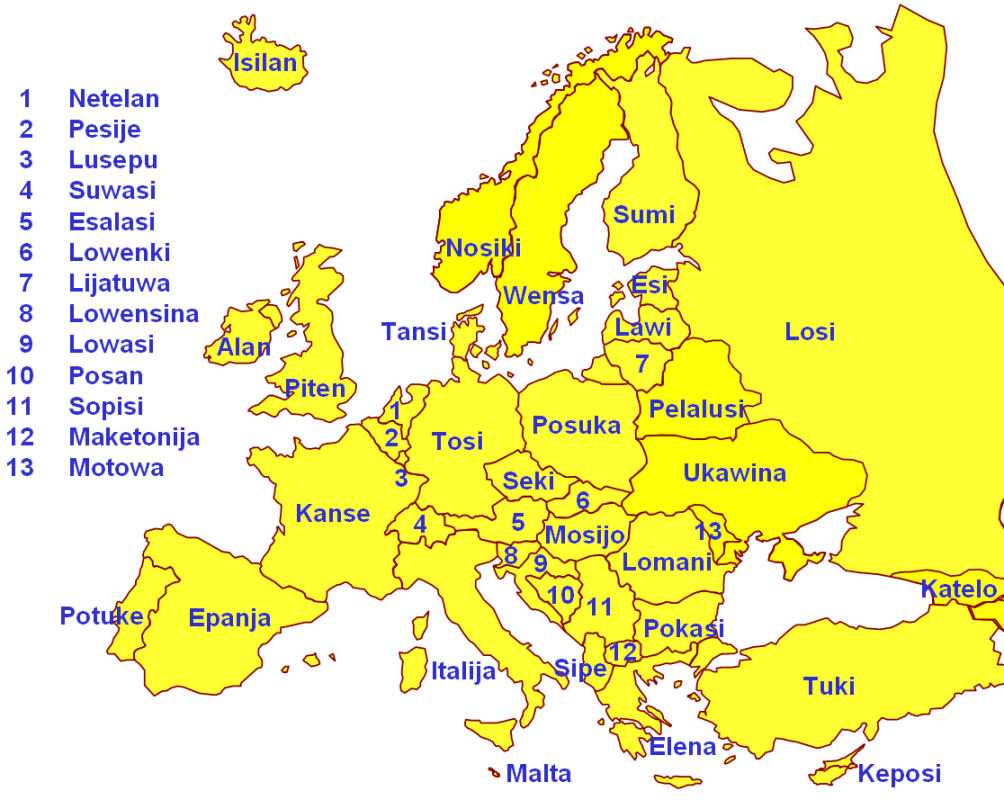
خريطة أوروبا في لغو توكي بونا

لا توجد باللغة أيضًا لواحق تغير من معاني الكلمات، لأن الكلمات نفسها تعمل عمل اللواحق في اللغة. واللواحق كالـ(er) في اللغة الإنجليزية والتي تغير المعنى كـ(play – player) (يلعب، لاعب). فاللغة لاتوجد بها هذه اللواحق، لأننا نستخدم على سبيل المثال (jan) وتنطق (يان) بمعنى شخص أو نفس، وبإضافة (يان) مع أي كلمة أخرى نشير إلى كينونة هذا الشخص فـ(jan pona) تعني الرجل الطيب أو الإنسان المحترم، وتُستخدم أيضًا بمعنى الصديق أو شخص حميم. وكذلك (jan lili) وترجمتها الحرفية شخص صغير وتشير إلى (طفل، أو شخص صغير الحجم).

## مقالات ذات صلة
- لغة مصطنعة